# Fragilariophycidae
Fragilariophycidae o Fragilariophyceae son un grupo de diatomeas cuyas frústulas son pennadas y a diferencia de Bacillariophycidae no presentan rafe.
Son de forma alargada, generalmente cilíndrica (rectangular a la vista), con lados que suelen ser lineales y con simetr̟ia bilateral. Muchas son unicelulares, aunque algunas de ellas pueden existir como colonias en forma de filamentos o cintas (e.g. Fragillaria), abanicos (e.g. Meridion), zigzags (e.g. Tabellaria) o colonias estrelladas (e.g. Asterionella). 
La reproducción sexual tiene la característica de ser de tipo anisogámica, en donde las células sexuales masculinas y/o femeninas se liberan de un gametangio y la masculina presenta un apéndice no móvil pero contráctil.

## Filogenia
Fragilariophycidae constituye un grupo basal parafilético de las diatomeas Pennales. Recientemente se ha propuesto que los órdenes más basales se reagruparían en la nueva subclase Urneidophycidae.

## Galería

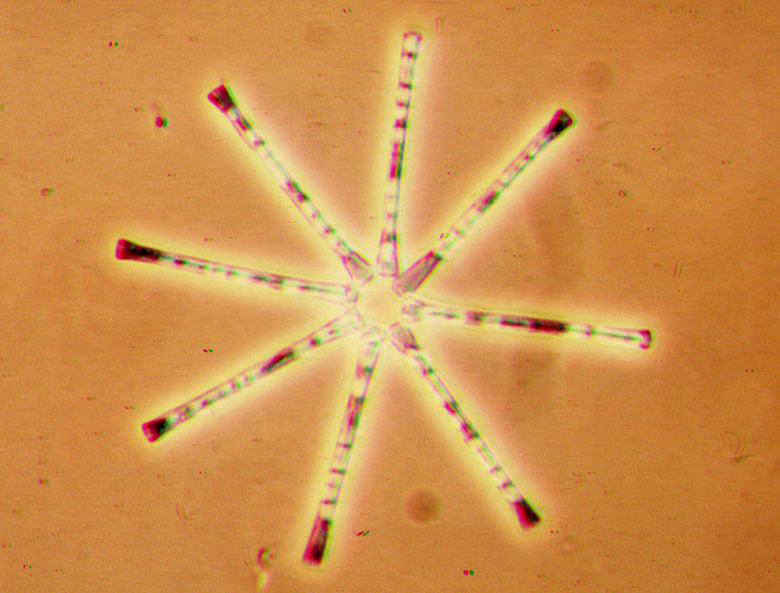
Asterionella
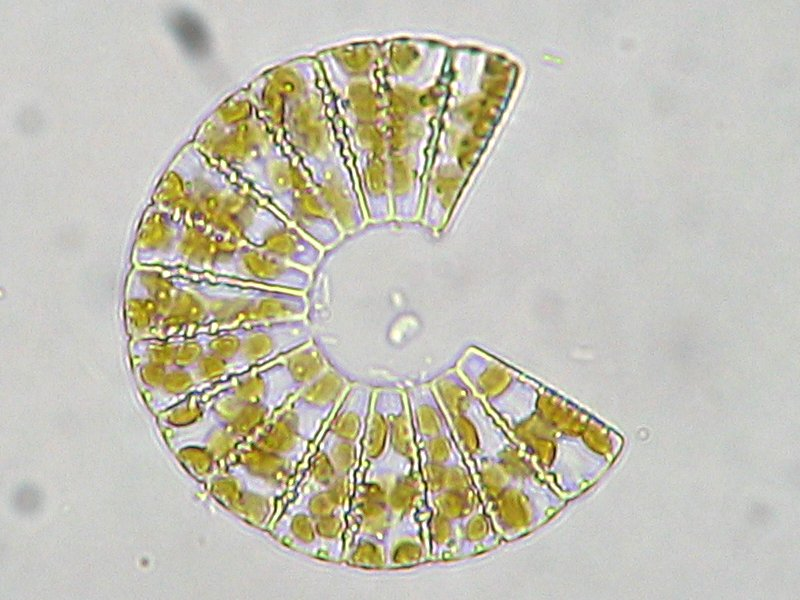
Meridion
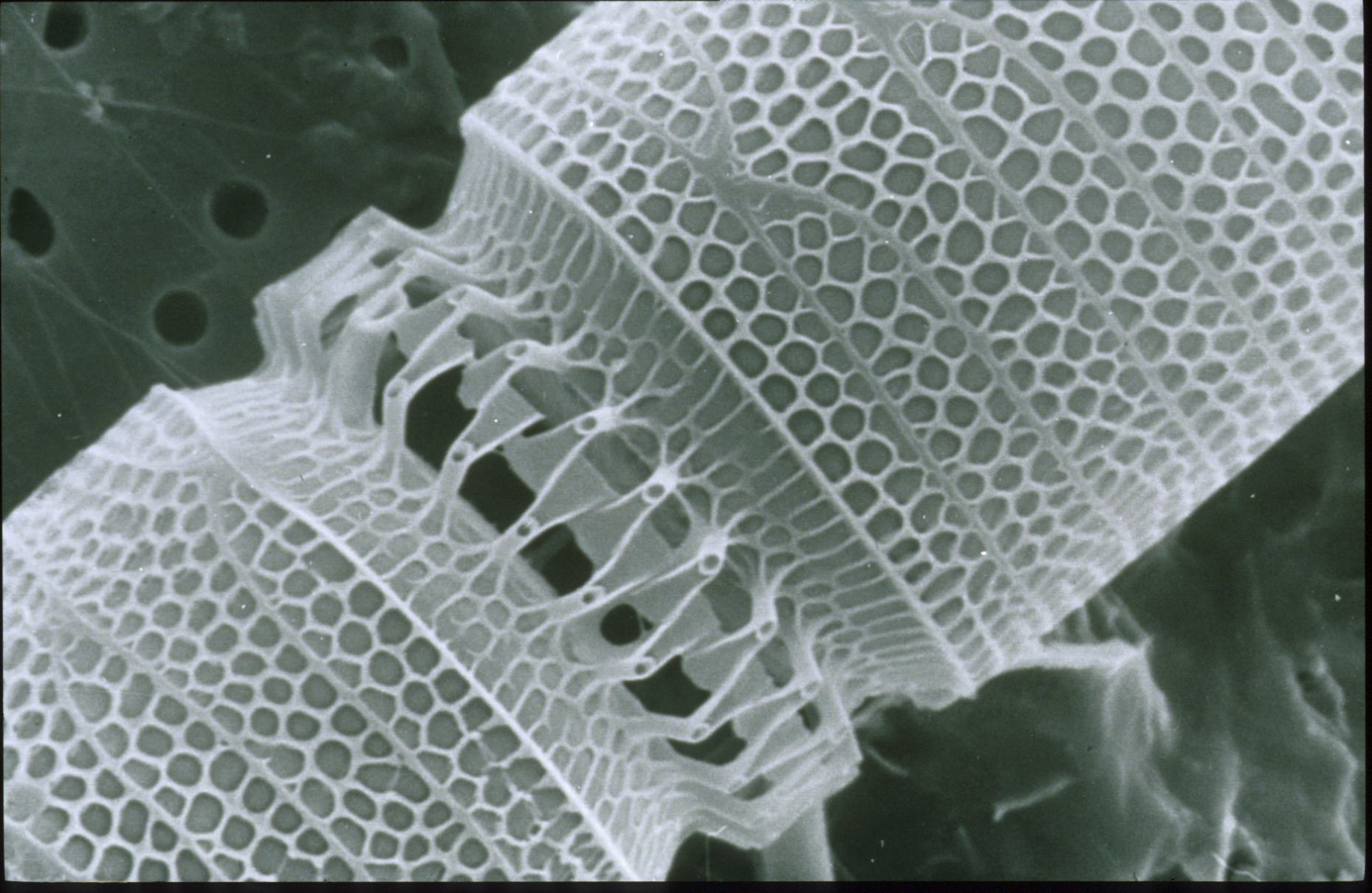
Diatoma